# Guadalupito, Aguascalientes
Guadalupito är en ort i Mexiko.   Den ligger i kommunen Cosío och delstaten Aguascalientes, i den centrala delen av landet, 500 km nordväst om huvudstaden Mexico City. Guadalupito ligger 1 970 meter över havet och antalet invånare är 208.
Terrängen runt Guadalupito är platt österut, men västerut är den kuperad. Runt Guadalupito är det ganska tätbefolkat, med 62 invånare per kvadratkilometer. Närmaste större samhälle är Luis Moya, 3,7 km nordost om Guadalupito. Omgivningarna runt Guadalupito är i huvudsak ett öppet busklandskap.